# Hypnum reduncum
Hypnum reduncum là một loài Rêu trong họ Hypnaceae. Loài này được (Schimp. ex Mitt.) Schimp. mô tả khoa học đầu tiên năm 1880.